# Le Magique
Pour plus de détails, voir Fiche technique et Distribution.
Le Magique est un film tunisien, sorti en 1995. Le film est sélectionné par la Tunisie pour l'Oscar du meilleur film international.

## Fiche technique
- Titre : Le Magique
- Titre arabe : السحر
- Réalisation : Azdine Melliti
- Scénario : Azdine Melliti et Nina Jo Baker
- Photographie : Jean-Claude Couty
- Pays d'origine : Tunisie
- Format : couleurs
- Genre : drame
- Date de sortie : 1995

## Distribution
- Ahmed Chebil : Deanie
- Mehdi Saffar : César
- Azdine Melliti : le père de César
- Kamel Touati : le père de Deanie